# Schoepfia didyma
Schoepfia didyma är en tvåhjärtbladig växtart som beskrevs av John Wright och August Heinrich Rudolf Grisebach. Schoepfia didyma ingår i släktet Schoepfia och familjen Schoepfiaceae. Inga underarter finns listade i Catalogue of Life.